# Лундин, Кристиан
Кристиан Лундин (швед. Kristian Lundin, род. 1973) — шведский музыкальный продюсер и автор песен. Он работал с такими артистами как Backstreet Boys, Бритни Спирс, ’N Sync и Селин Дион.

## Биография
Начал свою карьеру в составе дуэта Amadin. В 1993 году был приглашен на работу в студию Cheiron. Большой успех пришёл к нему с песней группы Backstreet Boys «Quit Playing Games (With My Heart)». После смерти основателя Cheiron Денниза Попа он продолжил работать с другими участниками проекта, Максом Мартином и Андреасом Карлссоном. Они вместе продолжили написание успешных хитов, таких как «Bye Bye Bye» (’N Sync), «Born to Make You Happy» (Бритни Спирс), «That’s the Way It Is» и «I’m Alive» (Селин Дион).
В 1999 году они вместе с Максом Мартином были номинированы на Гремми за песню «I Want It That Way». Они оба участвовали в создании песен Backstreet Boys «Larger than Life», «As Long as You Love Me», «Show Me the Meaning of Being Lonely», «Everyone» и «Not аor Me». Кристиан был снова номинирован на Гремми в 2000 году за песню группы ’N Sync «Bye Bye Bye». Он также получил 4 премии American Diamond Awards и награду Шведских Композиторов Популярной Музыки (SKAP) в 2002 году.